# Alexander Simmelhack
Alexander Illum Simmelhack (* 11. November 2005 in Roskilde) ist ein dänischer Fußballspieler. Der Mittelstürmer gab im Trikot von Randers FC im Februar 2022 sein Profidebüt. Simmelhack steht zurzeit bei Silkeborg IF unter Vertrag und ist dänischer Nachwuchsnationalspieler.

## Karriere

### Verein
Alexander Simmelhack wurde in Roskilde geboren und spielte beim ortsansässigen Roskilde FC Fußball, bevor er im Sommer 2021 nach Ostjütland in die Jugendabteilung von Randers FC wechselte. Am 21. Februar 2022 gab er im Alter von 16 Jahren bei der 0:1-Niederlage gegen Viborg FF sein Profidebüt in der Superliga. Nach nur einem Jahr kehrte Simmelhack nach Seeland zurück und kam in die Fußballakademie des FC Kopenhagen. Diese verliehen ihn Ende August 2023 nach Italien zum AC Mailand. Mit dem AC Mailand erreichte Alexander Simmelhack das Finale in der UEFA Youth League, welches die Lombarden allerdings mit 0:3 gegen Olympiakos Piräus verloren. Im August 2024 wechselte er zu Silkeborg IF.

### Nationalmannschaft
Alexander Simmelhack ist auch Nachwuchsnationalspieler der Dänen und kam in den Altersklassen U17, U18 und U19 zum Einsatz. Mit der U17-Nationalmannschaft nahm er an der Europameisterschaft 2022 in Israel teil und schied dort mit seiner Mannschaft im Viertelfinale gegen Serbien aus. Dabei kam Simmelhack im Turnierverlauf zu drei Einsätzen. Mit der U19-Auswahl nahm er an der EM 2024 in Nordirland teil und schied dort mit seiner Mannschaft als Gruppenletzter aus. Dabei kam Alexander Simmelhack in allen drei Partien zum Einsatz und schoss zwei Tore.